# 奥-海德豪森
奥-海德豪森（德語：Au-Haidhausen）是德国巴伐利亚州首府慕尼黑的市辖第5区。它由奥和海德豪森两个分区组成。

## 方位
奥地处老城对面的伊萨尔河东部洼地，也有一小部分位于伊萨尔河的高岸上；而地形比奥更高的海德豪森则完全位于伊萨尔河阶地上。市辖第5区在北部与博根豪森接壤，在西部毗邻老城-莱赫尔和路德维希近郊-伊萨尔近郊，在东部是莱姆畔山，南部则是上吉辛以及地处伊萨尔河水平面的下吉辛。
该市辖区在北部的边界是由摄政王大街组成，东部则是通过东侧的铁路线，南部为洪堡大街以及西部为伊萨尔河右岸。奥与海德豪森之间的边界是由罗森海姆大街（Rosenheimerstraße）、高街（Hochstraße）、拉布尔大街（Rablstraße）和巴兰大街（Balanstraße）沿线所组成，而通过高街在伊萨尔河高岸旁的进一步延伸，并经东部的交叉路直至上吉辛边界，则形成了上奥与下奥的分野。
与之相邻的市辖区分别是北部的博根豪森，东部的莱姆畔山，东南部的拉默斯多夫-佩拉赫，南部的上吉辛-雉鸡园和下吉辛-哈拉兴以及西部的老城-莱赫尔和路德维希近郊-伊萨尔近郊。

## 历史及简介

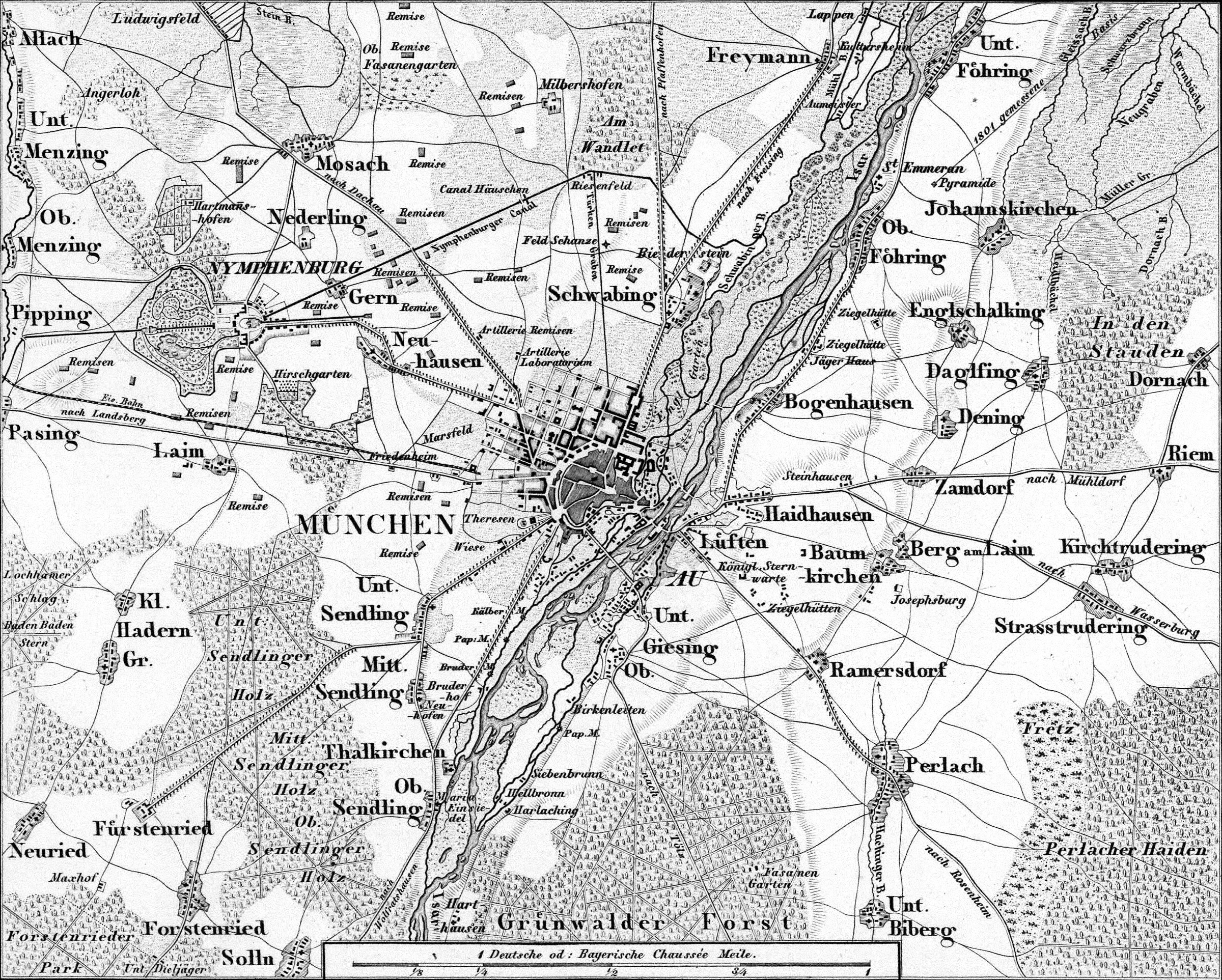
1858年地图中的奥和海德豪森

奥和海德豪森过去曾是手艺人和农民工在慕尼黑城门外的寄宿社区。这两个前独立的市镇（奥自1808年获得城市权）是在1854年10月1日被兼并入慕尼黑，并在19世纪末期已发展成为工人阶级近郊。较为特别的是许多啤酒厂以往都在这里设立自己的作坊，因为他们发现在伊萨尔河右边高岸，甚至河阶边缘，都是设立深井和贮藏窖的良好场地；因此时至今日当地一些大型的啤酒餐厅仍被称作“窖”。在罗森海姆大街上临近罗森海姆广场的地方是贝格勃劳凯勒啤酒窖，啤酒館政變以及对阿道夫·希特勒实施的第一次暗杀行动便发生于此。而当国有皇家宫廷酿酒厂从海德豪森搬迁至里姆后，在1988年至2013年间仅剩一家慕尼黑的大型酿酒厂——柏龙仍留守在奥。海德豪森则仍保留有大型酿酒厂宫廷酿酒窖和联合啤酒的遗迹，两者都仅是前大型酿酒场地的一部分，如今主要作餐厅使用。
奥的建筑物在第二次世界大战的慕尼黑空袭中遭受到严重破坏，并在1950年代复原为面向低收入家庭快速建造的简易住房，因此那里只有五分之一的建筑是来自1919年之前的时期兴建。而海德豪森的历史性市容则基本没有改变。具有城市建设意义的主要是19世纪末期的“法国社区”，如此命名是因为那里被指定的街道名称正好位于因普法戰爭中获得胜利的战役地点。由于保存完好的建筑存量，使得海德豪森在1970年代成为继施万塔勒高地后，慕尼黑的第二大翻新地区。由翻新所引发的社区升值不仅涉及从近郊至城市边缘地带的结构性变化，它还包括形象转化。这样一来，海德豪森开始作为一个潮流社区与施瓦宾展开竞争。
奥和海德豪森早前夹杂在一起的住宅和商业用地已通过将受影响的商业外判并将转换用途朝居民区的方向调动。如今这一市辖区大多数的工作岗位都来自服务行业和公共机构。
海德豪森境内主要安置有位于马克西米利安纪念馆内的巴伐利亚州议会、伊萨尔河右岸诊所和维也纳市场。
作为通往市中心的门户，陡坡（一个在巴伐利亚经常用到的地名）具有特殊的意义。这里在1980年代发展成一个文化中心，将慕尼黑市立图书馆总部、慕尼黑业余大学、理查德·施特劳斯音乐学院和慕尼黑愛樂樂團结合在同一屋檐下。与之紧密相邻的是另一个文化场所——穆法特工厂，其前身是一座新艺术运动风格的發電廠。陡坡和穆法特工厂在慕尼黑的文化及音乐生活中发挥着核心作用。在穆法特工厂旁紧邻伊萨尔河畔的是一座雄伟的新艺术运动风格建筑——穆勒大众游泳馆。继续往北在马克西米利安公园内，有一座马克西米利安发电厂位于即将汇入伊萨尔河的奧爾米爾河旁。这座也被称为“马克斯电厂”的建筑是一个水力发电厂，还是继穆法特工厂后在慕尼黑土地上最为古老的发电厂，至今仍在运行。
在奥有每年三次的年集——奥的年集在圣母进教之佑广场举行，在诺克赫贝格也会定期举办烈性啤酒节（Starkbierprobe），其保留的通俗文化比起慕尼黑的其它市辖区更为传统。
在圣母进教之佑广场和诺克赫贝格之间，由奧爾米爾河分隔设有一座诺伊代克妇女及青年收容所。这座巴洛克复兴建筑建于20世纪初期，可容纳124位逮捕者。目前该收容所已空置，投资者正计划改造为高价格的公寓大楼。
在奥的高街起点上，设有一座苏台德之家，这是几个苏台德人机构的办公场地。
两个市分区的社会结构在近几年正逐渐年轻化。海德豪森已在1980年代经历了士紳化。自21世纪起，奥开始将一些地区，即并非由市立住宅建筑公司GWG出资兴建的住房，改造为昂贵的租赁或独立产权公寓。

## 人口统计
(截至每年12月31日)
| 年份 | 人口   | 外国人（比例）  | 面积 （km²） | 人口密度 （每km²） | 来源及其它数据                                 |
| ---- | ------ | --------------- | ------------ | ------------------ | ---------------------------------------------- |
| 2000 | 52,028 | 13,257 (25.5 %) | 4.2175       | 12,336             | 慕尼黑统计年鉴2001（页面存档备份，存于） (PDF) |
| 2001 | 51,947 | 12,954 (24.9 %) | 4.2175       | 12,317             | 慕尼黑统计年鉴2002（页面存档备份，存于） (PDF) |
| 2002 | 52,000 | 13,007 (25.0 %) | 4.2175       | 12,330             | 慕尼黑统计年鉴2003（页面存档备份，存于） (PDF) |
| 2003 | 51,636 | 12,759 (24.7 %) | 4.2175       | 12,243             | 慕尼黑统计年鉴2004（页面存档备份，存于） (PDF) |
| 2004 | 51,383 | 12,307 (24.0 %) | 4.2178       | 12,182             | 慕尼黑统计年鉴2005（页面存档备份，存于） (PDF) |
| 2005 | 52,502 | 12,322 (23.5 %) | 4.2179       | 12,447             | 慕尼黑统计年鉴2006（页面存档备份，存于） (PDF) |
| 2006 | 54,382 | 12,367 (22.7 %) | 4.2183       | 12,892             | 慕尼黑统计年鉴2007（页面存档备份，存于） (PDF) |
| 2007 | 55,288 | 12,247 (22.2 %) | 4.2183       | 13,107             | 慕尼黑统计年鉴2008（页面存档备份，存于） (PDF) |
| 2008 | 55,853 | 12,247 (21.9 %) | 4.2196       | 13,237             | 慕尼黑统计年鉴2009（页面存档备份，存于） (PDF) |
| 2009 | 55,590 | 11,765 (21.2 %) | 4.2196       | 13,174             | 慕尼黑统计年鉴2010（页面存档备份，存于） (PDF) |
| 2010 | 56,322 | 11,968 (21.2 %) | 4.2196       | 13,348             | 慕尼黑统计年鉴2011（页面存档备份，存于） (PDF) |
| 2011 | 57,297 | 12,423 (21.7 %) | 4.2196       | 13,579             | 慕尼黑统计年鉴2012（页面存档备份，存于） (PDF) |
| 2012 | 58,881 | 13,049 (22.2 %) | 4.2196       | 13,954             | 慕尼黑统计年鉴2013（页面存档备份，存于） (PDF) |
| 2013 | 59,752 | 13,629 (22.8 %) | 4.2196       | 14,161             | 慕尼黑统计年鉴2014（页面存档备份，存于） (PDF) |
| 2014 | 60,756 | 14,225 (23.4 %) | 4.2196       | 14,399             | 慕尼黑统计年鉴2015（页面存档备份，存于） (PDF) |

## 政治
奥-海德豪森上一次的区议会选举是在2014年3月16日。其议席分配如下：绿党10席，社民党9席，基社盟7席以及自民党1席。在奥-海德豪森共45877名符合投票资格的居民中，有20386人行使了自己的表决权，选民投票率约为44.4%。

### 引用
1. ↑  Die Bevölkerung in den Stadtbezirken nach der Einwohnerdichte am 31.12.2014[永久] (PDF; 424 kB). Statistisches Amt der Landeshauptstadt München. Abgerufen am 11. November 2015.
2. ↑  . Abendzeitung München. 2011-11-29  [2016-06-01]. （原始内容存档于2017-07-28）.
3. ↑  . Süddeutsche Zeitung. 2015-04-09  [2016-06-01]. （原始内容存档于2020-04-19）.
4. ↑  Christian Krügel: Neuer Konzertsaal in München. Seehofers Radikallösung für den Gasteig. （页面存档备份，存于） In: Süddeutsche.de, 30. Januar 2015; Franz Kotteder: Suche nach einem neuen Konzertsaal. Eine Elbphilharmonie für München. （页面存档备份，存于） In: Süddeutsche.de, 31. Januar 2015.
5. ↑  Verein gegen betrügerisches Einschenken e. V.: Nockherberg derbleckt Starkbier-Besucher. Kontrollergebnis: 100 % schlecht eingeschenkt （页面存档备份，存于）, 3. Juni 2006 (Pressemitteilung vom 30. März 2006)
6. ↑  . Süddeutsche Zeitung. 2011-12-21  [2016-06-01]. （原始内容存档于2016-08-27）.
7. ↑  . Abendzeitung München. 2012-03-15  [2016-06-01]. （原始内容存档于2017-08-02）.
8. ↑  Archiv Stadtteilinformationen Archive.today的存檔，存档日期2013-02-11. Landeshauptstadt München. Abgerufen am 19. Juni 2014.

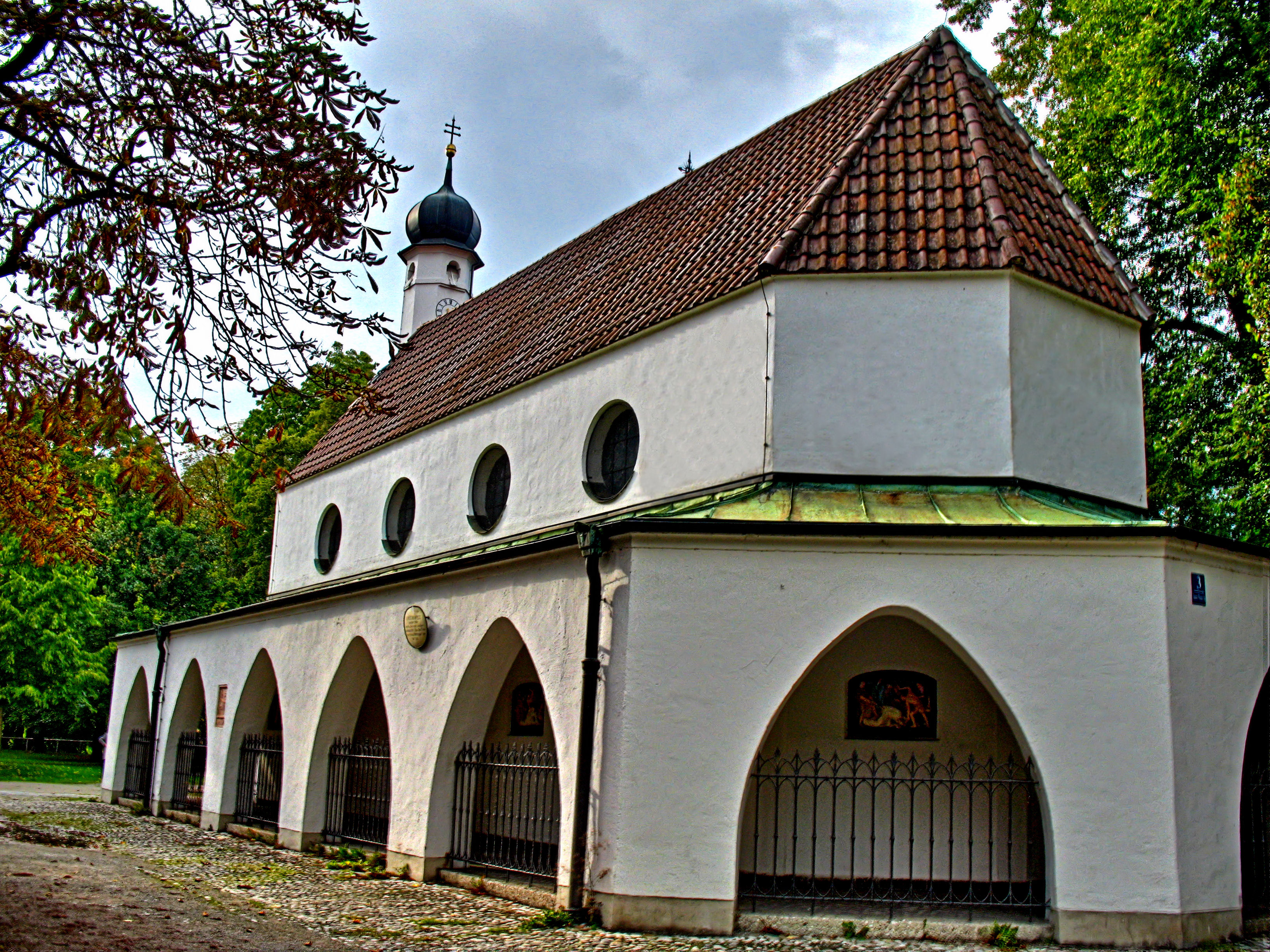
陡坡 (文化中心)旁的洛雷托小圣堂

9. ↑  Wahl des Bezirksausschusses – Stadtbezirk 5 – Au-Haidhausen （页面存档备份，存于）. Landeshauptstadt München. Abgerufen am 13. Juni 2014.